# Starý most v Klášterní Skalici
Starý most přecházel tok Výrovky v Klášterní Skalici v okrese Kolín ve Středočeském kraji. Byl sklenut dvěma oblouky na středový sloup s břitem proti toku. Vznikl koncem 14. století zásluhou Matěje, opata nejmladšího cisterciáckého kláštera ve střední Evropě, jehož zbytky se ve Skalici, příhodně nazvané Klášterní, dochovaly až do počátku 21. století. Most sloužil svému účelu po více než 600 let. V 60. letech 20. století byl most necitlivě zpevněn, aby po něm mohla jezdit nákladní auta.

## Zánik mostu
Tento původně gotický most neměl status kulturní památky. V březnu 2014 vypsala Krajská správa a údržba silnic Středočeského kraje veřejnou zakázku na rekonstrukci mostu č. 33416-2. Zakázka byla vypsána na dílo, kdy se odstraní stávajících vrstvy vozovky v rozsahu cca 45 m, provede výkop a následně odstraní stávající konstrukce mostu. Starý most nahradí nový železobetonový mostní objekt včetně křídel a příslušenství, všech terénních úprav před a za mostem a úpravy koryta Výrovky pod mostem. Po marných pokusech prohlásit na poslední chvíli starý most kulturní památkou byla na podzim roku 2015 zahájena jeho demolice. Nový železobetonový silniční most v Klášterní Skalici byl zkolaudován 12. dubna 2016. Náklady na výstavbu nového mostu činily 13,5 miliónů korun.